# Methysia melanota
Methysia melanota är en fjärilsart som beskrevs av George Francis Hampson 1909. Methysia melanota ingår i släktet Methysia och familjen björnspinnare. Inga underarter finns listade i Catalogue of Life.